# Adolf Pratobevera von Wiesborn
Adolf Pratobevera von Wiesborn (12. června 1806 Bílsko – 16. února 1875 Vídeň) byl rakouský právník a politik německé národnosti, v 2. polovině 19. století poslanec Říšské rady a ministr spravedlnosti Rakouského císařství.

## Biografie
Narodil se jako nejstarší syn právníka Karla Josefa Pratobevery (1769–1853) a jeho druhé manželky Johanny (1782–1832), rozené Schröterové. Jeho otec byl v roce 1829 povýšen do rytířského stavu a v roce 1838 do baronského stavu s přídomkem von Wiesborn.
Adolf vystudoval v letech 1824–1828 práva na Vídeňské univerzitě. 19. září 1828 nastoupil jako koncipista na praxi k dvorní a zemské dolnorakouské prokuratuře. 24. května 1830 získal titul doktora práv a složil soudcovské zkoušky. Od 10. ledna 1831 byl u soudu protokolistou, od 30. srpna 1837 radou dolnorakouského zemského soudu. Od 4. září 1838 do roku 1842 působil jako apelační rada (od 10. listopadu 1840 i jako prezident) u centrálních soudních institucí Německého spolku ve Frankfurtu nad Mohanem. od října 1842 působil jako rada dolnorakouského apelačního soudu. V letech 1844–1849 patřil do skupiny okolo Antona von Doblhoff-Dier a byl členem Právního politického čtenářského spolku. V roce 1847 se stal tajemníkem arcivévody Jana Habsbursko-Lotrinského coby kurátor nově založené akademie věd ve Vídni. Během revolučního roku 1848 se 25. srpna 1848 stal ministerským radou na ministerstvu spravedlnosti. V roce 1850 byl jmenován vedoucím legislativního odboru ministerstva. Poté, co z funkce ministra odstoupil Anton von Schmerling odešel Pratobevera na vlastní žádost z úřednické funkce v rezortu a stal se radou nejvyššího soudního dvora.
Po obnovení ústavní vlády se zapojil do politiky. Od 4. února 1861 do 18. prosince 1862 vykonával funkci ministra spravedlnosti Rakouského císařství ve vládě Rainera Ferdinanda Habsbursko-Lotrinského. S nástupem do funkce byl jmenován tajným radou. Coby ministr brzy po nástupu do čela rezortu podepsal únorovou ústavu, jejímž byl stoupencem, která definitivně zaváděla konstituční formu vlády. Jako ministr deklaroval cíl nezávislé a univerzální justice. Vyslovil se pro zavedení porotních soudů. Kvůli oční chorobě, která ho postihla od července 1867, se nejprve musel odebrat na delší dovolenou, přičemž ho zastupoval Josef Lasser von Zollheim (podle jiného zdroje řídil ministerstvo místo něj Georg von Mitis), a pak rezignovat na ministerský post. Při odchodu z vlády mu byl udělen Řád Františka Josefa.
Kromě toho byl od března 1861 poslancem Dolnorakouského zemského sněmu. Zemský sněm ho roku 1861 delegoval i do Říšské rady (tehdy ještě volené nepřímo) za Dolní Rakousy (kurie městská, obvod Klosterneuburg). K roku 1861 se uvádí jako tajný rada a ministr, bytem ve Vídni. Zemský sněm ho do Říšské rady delegoval opět 25. února 1867, nyní za kurii venkovských obcí v Dolních Rakousích. Rezignoval v roce 1869 během přestávky mezi IV. a V. zasedáním sněmovny. Profiloval se jako příslušník německorakouské liberální levice (takzvaná Ústavní strana, liberálně a centralisticky orientovaná, odmítající federalistické aspirace neněmeckých etnik). Za ministerského předsedy Richarda Belcrediho patřil k opozici. 13. ledna 1867 se u něj konala schůzka německých poslanců, která odmítla obeslání Říšské rady.
4. února 1867 byl opět zvolen na zemský sněm. Od 25. února 1867 do roku 1869 byl nejvyšším maršálkem (předsedou) dolnorakouského zemského sněmu. V roce 1869 se stal doživotním členem Panské sněmovny (jmenovaná horní komora Říšské rady).
Z manželství s Amálií Wagnerovou měl dceru Marii Adolfinu (1831–1922), která se v roce 1852 provdala za Josefa von Doblhoff-Dier (1806–1856). Jejím druhým manželem byl Benedikt Hasslinger von Hassingen (1820–1889).